# Diyag (sockenhuvudort i Kina, Tibet Autonomous Region, lat 31,70, long 78,80)
Diyag (kinesiska: Diya, 底雅, Diya Xiang, 底雅乡) är en sockenhuvudort i Kina. Den ligger i den autonoma regionen Tibet, i den sydvästra delen av landet, omkring 1 200 kilometer väster om regionhuvudstaden Lhasa. Antalet invånare är 789. Befolkningen består av 429 kvinnor och 360 män. Barn under 15 år utgör 27,0 %, vuxna 15-64 år 66 %, och äldre över 65 år 5,0 %.
Trakten runt Diyag är nära nog obefolkad, med mindre än två invånare per kvadratkilometer. Det finns inga andra samhällen i närheten. Trakten runt Diyag är ofruktbar med lite eller ingen växtlighet.
Genomsnittlig årsnederbörd är 693 millimeter. Den regnigaste månaden är februari, med i genomsnitt 120 mm nederbörd, och den torraste är november, med 11 mm nederbörd.